# 치아바타
치아바타(이탈리아어: ciabatta 차바타[*])는 이탈리아의 빵으로 이스트로 반죽하여 만드는 빵이다. 그 시초는 정확하지는 않으며 1982년, 1985년 즈음에 만들어진 것으로 보인다. 평평하게 잘라서 먹는 타원형 형태이기 때문에 Slipper bread라 부르기도 하며 안에는 구멍이 뚫려 있다. 1990년대를 거치면서 이탈리아는 물론 유럽과 북미로 퍼졌으며 샌드위치 빵으로 불리기도 한다.

## 이탈리아
1982년 Francesco Favaron라는 베네토주의 작은 마을 아드리아에 살던 제빵사가 처음으로 만들었다는 보도를 가디언이 한 바 있다. 프랑스에서 바게트 빵이 수입되면서 지역 제빵 산업이 거의 사장되다시피 하자 이탈리아식 샌드위치 빵을 만들게 되었다고 한다. 카발라리는 ciabatta Polesano라 불렀으며 아드리아와 베니스 인근에서 이 빵을 상징과 같이 만들었고 그의 회사 몰리니 아드리에시는 제과방법을 등록하여 11개국으로 알리기 시작했다.
지역에 따라 약간씩 차이가 존재하는데 코모호 인근 지역에서는 가장자리가 특별히 바삭바삭하고 속은 부드럽다. 반면 토스카나주와 움브리아주, 마르케주는 빵의 밀도가 매우 촘촘하고 크러스트가 많이 딱딱한 편이다. 로마에서는 올리브유, 소금, 잼을 쓰기도 하며 도우에 우유를 넣는데 이렇게 하면 ciabatta al latte라 부른다.
수프나 샐러드와 곁들여 쉽게 먹을 수 있다.갈은 고추나 파르미자노 레자노 치즈로 소스를 만들어 찍어 먹는다.
상업화가 이뤄진 빵이기 때문에 쉽게 볼 수 있으며 바로 냉동 보관을 하면 수개월까지도 보관 가능하다. 샌드위치를 만들 때에는 자른 고기나 치즈, 토마토를 넣는데 영국 요리에서 퍼진 이와 같은 형태를 파니니라고 부른다. 브루스케타와 같이 빵 위에 무언가를 얹어먹는 경우의 빵에도 치아바타를 많이 쓴다.

## 같이 보기
- 포카치아
- 파니니

## 사진 모음

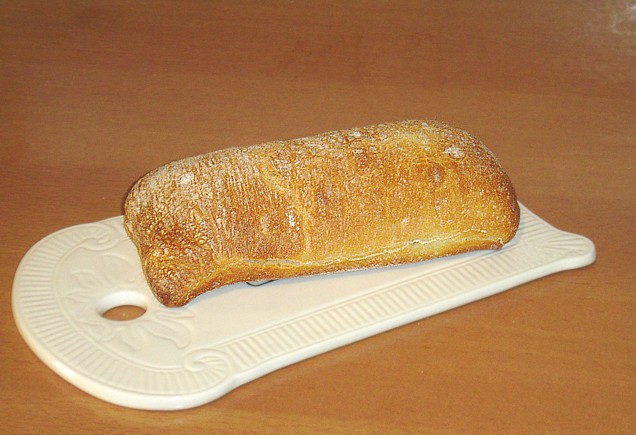
반으로 자를 치아바타
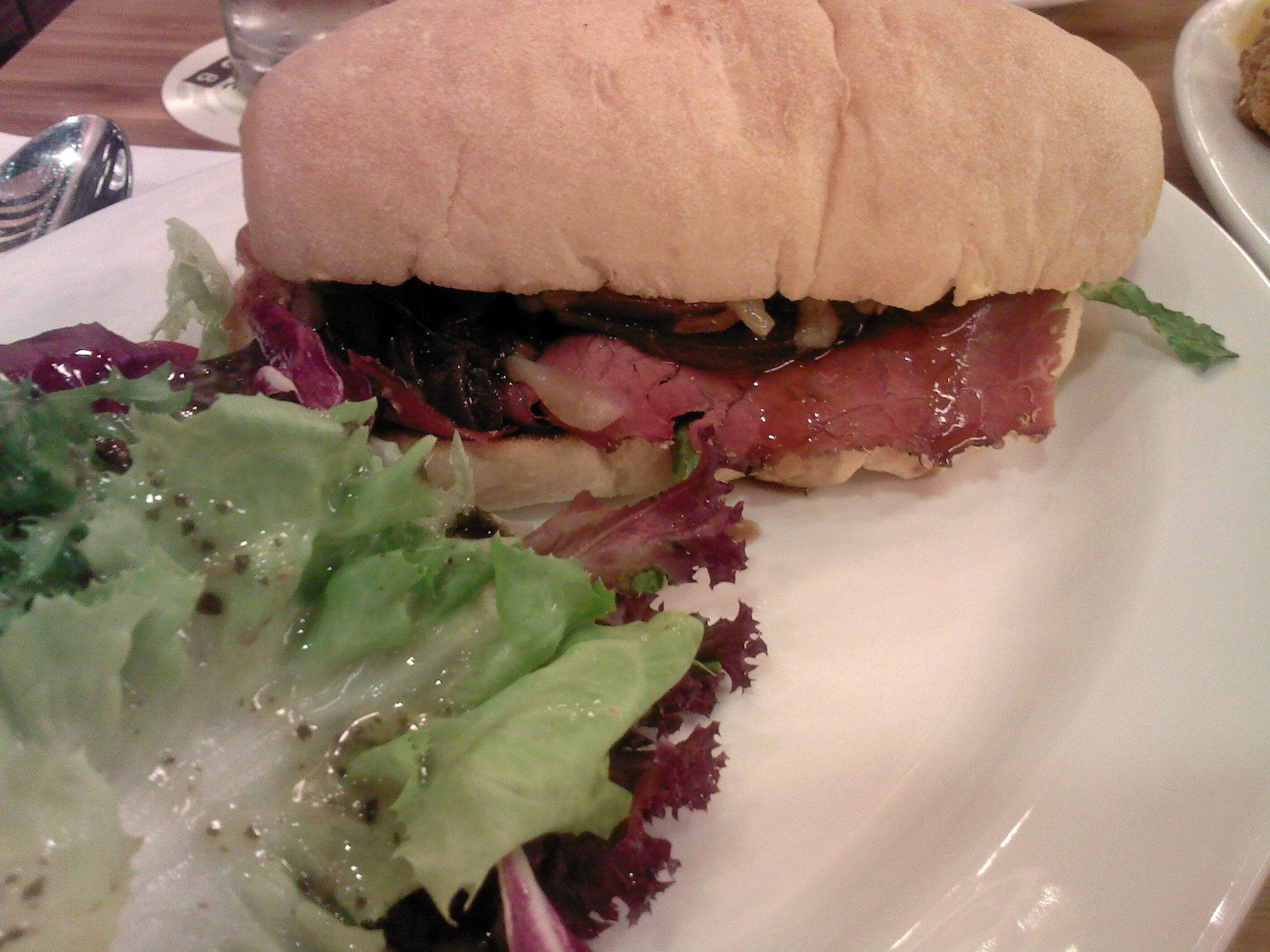
치아바타 빵에 넣어 먹는 쇠고기
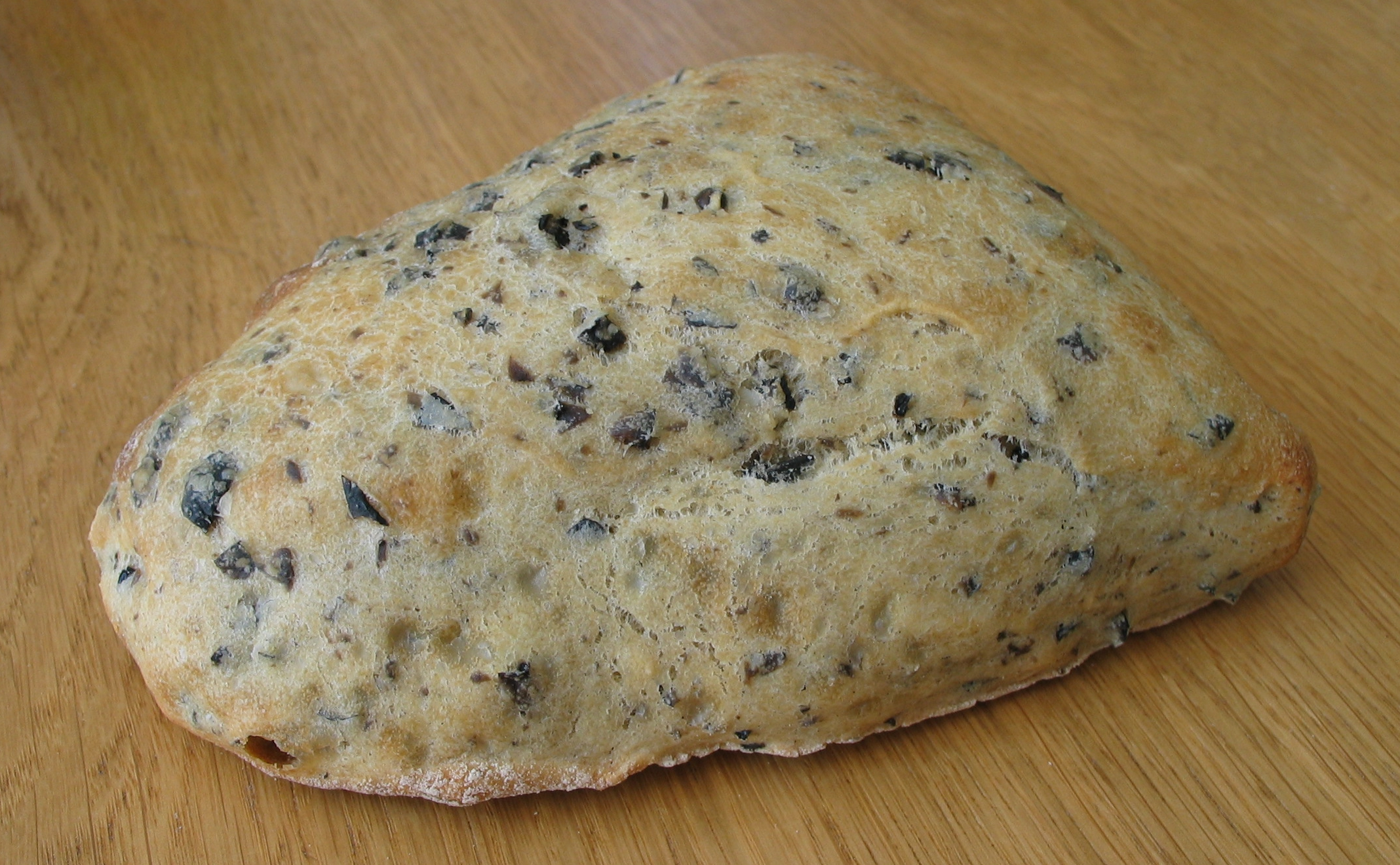
올리브를 넣어 준비한치아바타